# Janette Husárová
Janette Husárová (Bratislava, Txecoslovàquia, 4 de juny de 1974) és una extennista professional eslovaca que va destacar en categoria de dobles, guanyant un total de 25 títols, i arribant al tercer lloc del rànquing. El títol més destacat fou el WTA Tour Championships (2002) amb Ielena Deméntieva, amb qui també va ser finalista del US Open 2002. També va guanyar la Copa Federació (2002) amb l'equip eslovac i disputant el partit de dobles junt a Daniela Hantuchová.

## Torneigs de Grand Slam

### Dobles: 1 (0−1)
| Resultat  | Núm. | Any  | Torneig | Parella           | Oponents en la final                | Marcador |
| --------- | ---- | ---- | ------- | ----------------- | ----------------------------------- | -------- |
| Finalista | 1.   | 2002 | US Open | Ielena Deméntieva | Virginia Ruano Pascual Paola Suárez | 2−6, 1−6 |

## Palmarès: 26 (0−25−1)

### Dobles: 43 (25−18)
| Abans de 2009                | Després de 2009         |
| ---------------------------- | ----------------------- |
| Grand Slam (0−1)             |                         |
| WTA Tour Championships (1−0) |                         |
| Tier I (3−4)                 | Premier Mandatory (0−0) |
| Tier II (4−5)                | Premier 5 (0−0)         |
| Tier III (5−0)               | Premier (0−1)           |
| Tier IV i V (11−6)           | International (1−1)     |

| Títols per superfície |
| --------------------- |
| Dura (0−0)            |
| Gespa (0−0)           |
| Terra batuda (0−0)    |

| Resultat   | Núm. | Data                   | Torneig                                           | Superfície   | Parella              | Oponents en la final                      | Marcador                |
| ---------- | ---- | ---------------------- | ------------------------------------------------- | ------------ | -------------------- | ----------------------------------------- | ----------------------- |
| Finalista  | 1.   | 17 d'octubre de 1993   | Montpeller, França                                | Moqueta      | Dominique Monami     | Meredith McGrath Claudia Porwik           | 3−6, 6−2, 7−6(3)        |
| Guanyadora | 1.   | 21 de juliol de 1996   | Palerm, Itàlia                                    | Terra batuda | Barbara Schett       | Florencia Labat Barbara Rittner           | 6−1, 6−2                |
| Guanyadora | 2.   | 11 d'agost de 1996     | Linz, Àustria                                     | Terra batuda | Natalia Medvedeva    | Lenka Cenková Kateřina Šišková            | 6−1, 6−2                |
| Guanyadora | 3.   | 5 de gener de 1997     | Auckland, Nova Zelanda                            | Dura         | Dominique Monami     | Aleksandra Olsza Elena Wagner             | 6−2, 6−7(5), 6−3        |
| Finalista  | 2.   | 5 de gener de 1998     | Auckland                                          | Dura         | Julie Halard-Decugis | Nana Miyagi Tamarine Tanasugarn           | 7−6(1), 6−4             |
| Finalista  | 3.   | 12 de gener de 1998    | Hobart, Austràlia                                 | Dura         | Julie Halard-Decugis | V. Ruano Pascual Paola Suárez             | 7−6(6), 6−3             |
| Guanyadora | 4.   | 23 de febrer de 1998   | Bogotà, Colòmbia                                  | Terra batuda | Paola Suárez         | Melissa Mazzotta Ekaterina Sysoeva        | 3−6, 6−2, 6−3           |
| Finalista  | 4.   | 9 de maig de 1999      | Varsòvia, Polònia                                 | Terra batuda | Amélie Cocheteux     | Cătălina Cristea Irina Selyutina          | 6−1, 6−2                |
| Finalista  | 5.   | 10 d'octubre de 1999   | São Paulo, Brasil                                 | Terra batuda | Florencia Labat      | Laura Montalvo Paola Suárez               | 6−7(1), 7−5, 7−5        |
| Finalista  | 6.   | 20 de febrer de 2000   | São Paulo (2)                                     | Terra batuda | Florencia Labat      | Laura Montalvo Paola Suárez               | 5−7, 6−4, 6−3           |
| Guanyadora | 5.   | 14 de maig de 2000     | Varsòvia                                          | Terra batuda | Tathiana Garbin      | Iroda Tulyaganova Anna Zaporozhanova      | 6−3, 6−1                |
| Guanyadora | 6.   | 7 de gener de 2001     | Gold Coast, Austràlia                             | Dura         | Giulia Casoni        | Katie Schlukebir Meghann Shaughnessy      | 7−6(9), 7−5             |
| Guanyadora | 7.   | 25 de febrer de 2001   | Bogotà (2)                                        | Terra batuda | Tathiana Garbin      | Laura Montalvo Paola Suárez               | 6−4, 2−6, 6−4           |
| Guanyadora | 8.   | 22 d'abril de 2001     | Budapest, Hongria                                 | Terra batuda | Tathiana Garbin      | Zsófia Gubacsi Dragana Zarić              | 6−1, 6−3                |
| Guanyadora | 9.   | 15 de juliol de 2001   | Palerm (2)                                        | Terra batuda | Tathiana Garbin      | M.J. Martínez Sánchez A. Medina Garrigues | 4−6, 6−2, 6−4           |
| Finalista  | 7.   | 4 de febrer de 2002    | París, França                                     | Moqueta      | Ielena Deméntieva    | Nathalie Dechy Meilen Tu                  | Renúncia                |
| Guanyadora | 10.  | 17 de febrer de 2002   | Doha, Qatar                                       | Dura         | A. Sánchez Vicario   | Alexandra Fusai Caroline Vis              | 6−3, 6−3                |
| Finalista  | 8.   | 4 de març de 2002      | Indian Wells, Estats Units                        | Dura         | Ielena Deméntieva    | Lisa Raymond Rennae Stubbs                | 5−7, 0−6                |
| Guanyadora | 11.  | 12 de març de 2002     | Berlín, Alemanya                                  | Terra batuda | Ielena Deméntieva    | Daniela Hantuchová A. Sánchez Vicario     | 0−6, 7−6(3), 6−2        |
| Finalista  | 9.   | 28 de juliol de 2002   | Stanford, Estats Units                            | Dura         | Conchita Martínez    | Lisa Raymond Rennae Stubbs                | 6−1, 6−1                |
| Guanyadora | 12.  | 4 d'agost de 2002      | San Diego, Estats Units                           | Dura         | Ielena Deméntieva    | Daniela Hantuchová Ai Sugiyama            | 6−2, 6−4                |
| Finalista  | 10.  | 24 d'agost de 2002     | New Haven, Estats Units                           | Dura         | Tathiana Garbin      | Daniela Hantuchová A. Sánchez Vicario     | 6−3, 1−6, 7−5           |
| Finalista  | 11.  | 7 de setembre de 2002  | US Open, Estats Units                             | Dura         | Ielena Deméntieva    | V. Ruano Pascual Paola Suárez             | 6−2, 6−1                |
| Finalista  | 12.  | 24 de setembre de 2002 | Leipzig, Alemanya                                 | Moqueta      | Paola Suárez         | Alexandra Stevenson Serena Williams       | 3−6, 5−7                |
| Guanyadora | 13.  | 6 d'octubre de 2002    | Moscou, Rússia                                    | Terra batuda | Ielena Deméntieva    | Jelena Dokić Nadia Petrova                | 2−6, 6−3, 7−6(7)        |
| Guanyadora | 14.  | 27 d'octubre de 2002   | Ciutat de Luxemburg, Luxemburg                    | Dura (i)     | Kim Clijsters        | Květa Hrdličková Barbara Rittner          | 4−6, 6−3, 7−5           |
| Guanyadora | 15.  | 11 de novembre de 2002 | WTA Tour Championships, Los Angeles, Estats Units | Dura (i)     | Ielena Deméntieva    | Cara Black Elena Likhovtseva              | 4−6, 6−4, 6−3           |
| Finalista  | 13.  | 13 d'abril de 2003     | Charleston, Estats Units                          | Terra batuda | Conchita Martínez    | V. Ruano Pascual Paola Suárez             | 0−6, 3−6                |
| Guanyadora | 16.  | 28 de febrer de 2004   | Dubai, Emirats Àrabs Units                        | Dura         | Conchita Martínez    | Svetlana Kuznetsova Elena Likhovtseva     | 6−0, 1−6, 6−3           |
| Finalista  | 14.  | 5 de març de 2004      | Doha                                              | Dura         | Conchita Martínez    | Svetlana Kuznetsova Elena Likhovtseva     | 6−7(4), 2−6             |
| Guanyadora | 17.  | 18 d'abril de 2004     | Estoril, Portugal                                 | Terra batuda | Emmanuelle Gagliardi | Olga Blahotová Gabriela Navrátilová       | 6−3, 6−2                |
| Finalista  | 15.  | 3 de maig de 2004      | Berlín                                            | Terra batuda | Conchita Martínez    | Nadia Petrova Meghann Shaughnessy         | 2−6, 6−2, 1−6           |
| Guanyadora | 18.  | 31 d'octubre de 2004   | Linz (2)                                          | Dura (i)     | Elena Likhovtseva    | Nathalie Dechy Patty Schnyder             | 6−2, 7−5                |
| Guanyadora | 19.  | 6 de febrer de 2005    | Tòquio, Japó                                      | Moqueta      | Elena Likhovtseva    | Lindsay Davenport Corina Morariu          | 6−4, 6−3                |
| Guanyadora | 20.  | 23 de juliol de 2006   | Palerm (3)                                        | Terra batuda | Michaëlla Krajicek   | Alice Canepa Giulia Gabba                 | 6−0, 6−0                |
| Guanyadora | 21.  | 30 de juliol de 2006   | Budapest (2)                                      | Terra batuda | Michaëlla Krajicek   | Lucie Hradecká Renata Voráčová            | 4−6, 6−4, 6−4           |
| Guanyadora | 22.  | 6 de gener de 2007     | Auckland (2)                                      | Dura         | Paola Suárez         | Hsieh Su-wei Shikha Uberoi                | 6−0, 6−2                |
| Guanyadora | 23.  | 30 de setembre de 2007 | Ciutat de Luxemburg (2)                           | Dura (i)     | Iveta Benešová       | Viktória Azàrenka Shahar Pe'er            | 6−4, 6−2                |
| Finalista  | 16.  | 18 de maig de 2008     | Roma, Itàlia                                      | Terra batuda | Iveta Benešová       | Chuang Chia-jung Chan Yung-jan            | 6−7(5), 3−6             |
| Guanyadora | 24.  | 13 de juliol de 2008   | Budapest (3)                                      | Terra batuda | Alizé Cornet         | Vanessa Henke Raluca Olaru                | 6−7(5), 6−1, [10−6]     |
| Guanyadora | 25.  | 5 de maig de 2012      | Budapest (4)                                      | Terra batuda | Magdaléna Rybáriková | Eva Birnerová Michaëlla Krajicek          | 6−4, 6−3                |
| Finalista  | 17.  | 3 de març de 2013      | Kuala Lumpur, Malàisia                            | Dura         | Zhang Shuai          | Shuko Aoyama Chang Kai-chen               | 7−6(4), 6−7(4), [12−14] |
| Finalista  | 18.  | 5 d'agost de 2013      | Carlsbad, Estats Units                            | Dura         | Chang Kai-chen       | Raquel Kops-Jones Abigail Spears          | 4−6, 1−6                |

### Equips: 1 (1−0)
| Resultat   | Núm. | Data                    | Torneig                               | Superfície | Equip                                             | Oponents                                                                | Marcador |
| ---------- | ---- | ----------------------- | ------------------------------------- | ---------- | ------------------------------------------------- | ----------------------------------------------------------------------- | -------- |
| Guanyadora | 1.   | 2−3 de novembre de 2002 | Copa Federació, Gran Canària, Espanya | Dura (i)   | Daniela Hantuchová Henrieta Nagyova Martina Sucha | Conchita Martínez Virginia Ruano Pascual A. Sánchez Vicario Magui Serna | 3−1      |

## Trajectòria

### Individual
| Open d'Austràlia | A  | 1R  | A   | 1R | 1R  | 2R  | A   | Q   | 2R | 4R | 2R  | Q   | Q   | 0 / 7     | 6 – 7     |
| Roland Garros | A  | A   | Q   | 1R | A   | 1R  | Q   | Q   | 3R | 3R | 1R  | Q   | A   | 0 / 5     | 4 – 5     |
| Wimbledon | A  | 1R  | A   | 1R | A   | A   | A   | Q   | 1R | 1R | 1R  | A   | A   | 0 / 5     | 0 – 5     |
| US Open | Q  | 1R  | A   | 1R | A   | Q   | A   | Q   | 2R | 2R | 2R  | Q   | A   | 0 / 5     | 2 – 5     |
| Rànquing a final d'any | 82 | 144 | 100 | 76 | 375 | 136 | 186 | 151 | 75 | 33 | 125 | 213 | 334 | 135 – 144 | 135 – 144 |
| Llegenda: G: Guanyadora; F: Finalista; SF: Semifinalista; QF: Quarts de final; Q: Qualificació; A: Absent; RR: Round Robin; |    |     |     |    |     |     |     |     |    |    |     |     |     |           |           |

### Dobles
| Torneig | 1993 | 1994 | 1995 | 1996 | 1997 | 1998 | 1999 | 2000 | 2001 | 2002 | 2003 | 2004 | 2005 | 2006 | 2007 | 2008 | 2009 | 2010 | 2011 | 2012 | 2013 | 2014 | 2015 | 2016 | Títols  | V − D   |
| --- | ---- | ---- | ---- | ---- | ---- | ---- | ---- | ---- | ---- | ---- | ---- | ---- | ---- | ---- | ---- | ---- | ---- | ---- | ---- | ---- | ---- | ---- | ---- | ---- | ------- | ------- |
| Open d'Austràlia | A    | 1R   | A    | A    | A    | 1R   | A    | 1R   | 2R   | 1R   | 2R   | QF   | 2R   | A    | 1R   | QF   | A    | A    | A    | A    | 1R   | 1R   | A    | 1R   | 0 / 13  | 9–13    |
| Roland Garros | A    | A    | 2R   | A    | A    | 1R   | 2R   | 2R   | 1R   | 2R   | QF   | QF   | 3R   | 3R   | QF   | 1R   | 1R   | A    | A    | 2R   | 3R   | 2R   | 3R   | A    | 0 / 17  | 23–17   |
| Wimbledon | A    | A    | A    | A    | A    | 1R   | 1R   | 1R   | 3R   | 1R   | QF   | 3R   | 3R   | 2R   | 3R   | 2R   | 1R   | A    | A    | 1R   | 1R   | 1R   | 1R   | A    | 0 / 16  | 13–16   |
| US Open | 1R   | 2R   | A    | 1R   | A    | 1R   | A    | 3R   | 2R   | F    | QF   | QF   | 1R   | 3R   | 2R   | 3R   | 1R   | A    | A    | 2R   | 1R   | 2R   | 1R   | A    | 0 / 18  | 22–18   |
| Rànquing a final d'any |      |      |      |      |      |      |      |      | 28   | 5    | 19   | 13   | 51   | 38   | 24   | 38   | 176  | –    | 170  | 57   | 42   | 89   | 93   | 1093 | 448–308 | 448–308 |
| Llegenda: G: Guanyadora; F: Finalista; SF: Semifinalista; QF: Quarts de final; Q: Qualificació; A: Absent; RR: Round Robin; |      |      |      |      |      |      |      |      |      |      |      |      |      |      |      |      |      |      |      |      |      |      |      |      |         |         |